# Herberth Ø
|  | Dublet Denne artikel handler om det samme som Qeqertarsuaq (Qaanaaq). (Diskutér artiklen) |

Herberth Ø, eller Qeqertarssuaq, er en bygd i Nordgrønland, der hører under byen Qaanaaq i den tidligere Qaanaaq Kommune. Herberth Ø ligger ca. 22 km vest for Qaanaaq. Herberth Ø er nu officielt ubeboet, men der findes stadig en del huse, som bliver brugt som sommerhuse af folk fra Qaanaaq. Indtil midten af 1980’erne var Herberth Ø dog beboet af fangere.
|  | Denne artikel kan blive bedre, hvis der indsættes geografiske koordinater Denne artikel omhandler et emne, som har en geografisk lokation. Du kan hjælpe ved at indsætte koordinater i wikidata. |